# 499吃到飽之亂

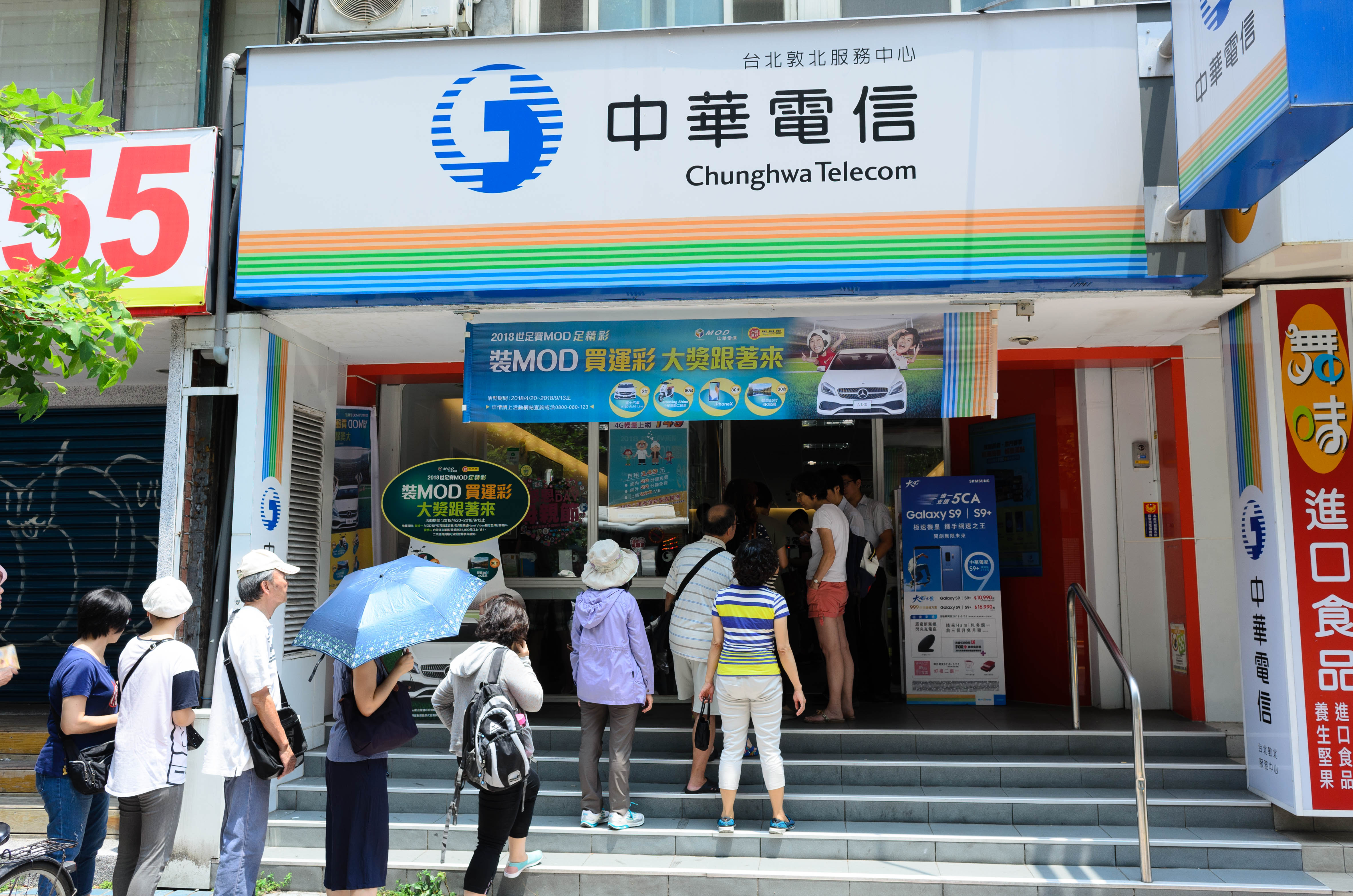
《499吃到飽》促銷活動引來大量民眾前往中華電信各地門市排隊申辦。

499吃到飽之亂，又稱499之亂或母親節之亂，是2018年5月中華電信在臺灣推出的行動網路吃到飽的促銷方案「綁約30個月，每月499元新台幣行動網路吃到飽」且僅在5月9日至5月15日之間受理申辦，為期七天，造成台灣民眾搶辦熱潮與後續爭議的事件。促銷期間另外引發基層勞工過勞、4G行動網路速度可能降低、電信公司獲利預估縮水4%到5%等負面效應。

## 起因
遠傳、台灣大哥大在四月中旬曾經針對軍公教身份提供499的方案，造成中華電信客戶移轉，多篇報導指出這讓中華電信董事長鄭優決定對全民開放499方案，全面開啟價格戰。台灣大和遠傳在中華電信全面開放後，也決定後續跟進。
其次，本次499低月租上網吃到飽促銷方案，每月贈送的網內外及市內電話分鐘數比起舊約相對優惠；以往高資費套餐未必有附贈市內通話，往往造成套餐時數未耗盡，撥打市內通話時卻產生額外可觀的通話費用。

## 爭議
由於此方案與其他行動網路的方案相比價差過大，再加上媒體爭相報導，造成大量民眾排隊不惜繳交違約金改約此方案，陸續統計出爐中華電信因為此次短期促銷暴增上百萬新用戶。
此方案推出時，申辦人潮並不多，但兩天後開始出現大量的排隊人潮，中華電信也趁機發布不會延長促銷期的新聞。基層客服為消化折價造成的消費者隊伍，輪班時間可能達到每天15個小時，新聞主播蕭彤雯也在臉書對此表示批評。

## 後續
在活動結束後，中華電信新增144萬申辦量、遠傳與台灣大哥大則各增加約30萬申辦的客戶。但這樣的客戶數遠超過預期，壹週刊在促銷活動結束後的下個週末，在台北市三個人潮洶湧的地區（台北車站、西門町、信義計畫區）進行針對五家電信公司（中華電信、台灣大哥大、遠傳電信、台灣之星、亞太電信）的實際測速統計，發覺中華電信的網速表現最不穩定。NCC在5月23日開罰中華電信、遠傳電信、台灣大哥大三家電信公司，以促銷未詳實規劃造成服務品質下降、消費者權益受損為由，總計共罰新台幣320萬元。
多個縣市的勞工局對中華電信下屬人力資源子公司開罰。有分析指出，這樣的促銷價也將導致消費習慣的改變，未來民眾將會手機月費分開購買而不再選擇綁手機的資費方案，將衝擊非電信公司直營或特約店的台灣三千多家通訊行。在促銷活動結束後8天，NCC決定開罰，針對中華電信罰新台幣200萬元最重、台灣大哥大及遠傳分別開罰新台幣60萬元。
2018年5月，有業者推估在手機綁約的市場緊縮下，空機需求將達到180萬到200萬支，後續消息指出單月手機銷售量是近十年最低（四月49萬支），499吃到飽的綁約效應實際浮現。
2019年5月，中華電信、遠傳、台灣大等業者，因申辦此方案民眾過多導致各縣市營運處員工被迫加班，各縣市勞工局因此以違反《勞基法》重罰上百萬元。三大業者因另違反《產業創新條例》的「日月光條款」，可能喪失申請5G投資抵減資格，為了避免此事影響未來5G釋照，NCC修正相關作業要點，將研發投資抵減期限再延長10年，並提供5G與智慧機械3年的限時投資抵減。同月，NCC以中華電信涉有營運不當損害使用者權益開罰新台幣200萬元，中華電信不服提起行政訴訟。台北高等行政法院判決撤銷原處分，中華電信免罰，全案可上訴。
2019年7月，台北高等行政法院判決書指出，中華電信已改善門市、客服狀況，符合NCC要求，且各地方政府勞動局已針對員工超時加班裁罰，累計420萬元，最後判決NCC應「另為適法處分」。NCC僅對中華電信處以120萬元罰鍰。